# ساند لاين إنترناشيونال
ساند لاين إنترناشيونال شركة أمن وعسكر خاصة أي مرتزقة. أسست الشركة من قبل الضابطان السابقان في الجيش البريطاني تيم سبايسر وسيمون مان الذي كان قد أسس قبلها شركة Executive Outcomes. سنة 1997 سلطت الأضواء على هذه الشركة نتيجة فشل عمليتين قامت بها الأولى كانت تسليم معدات عسكرية لسيراليون بتواطؤ من بعض الأطراف الحكومية رغم أن بريطانيا قد قامت بحظر السلاح عنها. أما الفشل الثاني فقد تمثل في احتجاز جنودها كرهائن في غينيا الجديدة وخسارة كل معداتها هناك بعد أن فشلت في مهمة تأمين بعض المناجم المصدرة للمواد الخام والذي كانت قد عقدت صفقة ب 46 مليون دولار لإعادته تحت سيطرة الحكومة.

## وصلات خارجية
http://www.sandline.com/ نسخة محفوظة 28 أغسطس 2005 على موقع واي باك مشين.